# Saphon Mueangchomphu
Saphon Mueangchomphu (thailändisch สพล เมืองชมภู; * 2. August 2001) ist ein thailändischer Fußballspieler.

## Karriere
Saphon Mueangchomphu stand seit Januar beim Lampang FC unter Vertrag. Der Verein aus Lampang spielte in der zweiten Liga, der Thai League 2. Sein Zweitligadebüt gab Saphon Mueangchomphu am 4. Februar 2024 (22. Spieltag) im Auswärtsspiel gegen den Customs United FC. Bei dem 3:3-Unentschieden wurde er nach der Halbzeitpause für Ruechukorn Promjak eingewechselt. Im Sommer 2024 wechselte er in die dritte Liga. Hier schloss er sich in Udon Thani den in der North/Eastern Region spielenden Udon United FC an.